# Гольденберг, Бернхард
Бе́рнхард Го́льденберг (нем. Bernhard Goldenberg; 2 марта 1873, Далерау, Германия — 30 мая 1917, Эссен, Германия) — немецкий инженер и предприниматель в области энергетики. Сын Фридриха Гольденберга, управляющего красильной фабрикой компании Wülfing und Sohn, где Бернхард сам позднее проходил стажировку в механических мастерских. После службы в армии Гольденберг изучал механику и электротехнику в технических университетах Ганновера, Штутгарта и Берлина. 
В 1898 году он начал работать инженером в компании Bergischer Dampfkesselüberwachungsverein. С 1 октября 1899 года — технический консультант с правом подписи в компании Гуго Стиннеса в Мюльхайме. Здесь он был занят на различных проектах, в частности — создания оборудования для заводов Stinnes в Страсбурге. В 1902—1903 годах был отправлен Стиннесом в учебную поездку по США, где он посетил заводы General Electric, а также по Японии и Китаю. В 1903 году Гуго Стиннес приказал Гольденбергу прервать заграничную поездку, и вернуться на родину, где назначил его техническим директором Рейнско-вестфальской энергетической компании (RWE), которая тогда находилась под управлением фирм Stinnes и Thyssen. В этом качестве Гольденберг отвечал за техническую реализацию быстрого расширения электрификации в Рейнской и Рурской областях. Он производил оценку коммунальных предприятий в муниципалитетах и переговоры об их поглощении управляемой им компанией и перестройке их в соответствии с её техническими стандартами. В результате были быстро построены электростанции в Эссене (1903), Рейсхольце (1909), Везеле (1912) и Хюрте (апрель 1914). Стратегией Гольденберга было создание предприятий полного цикла в рамках RWE — от добычи бурого угля до поставки электричества конечным пользователям. 

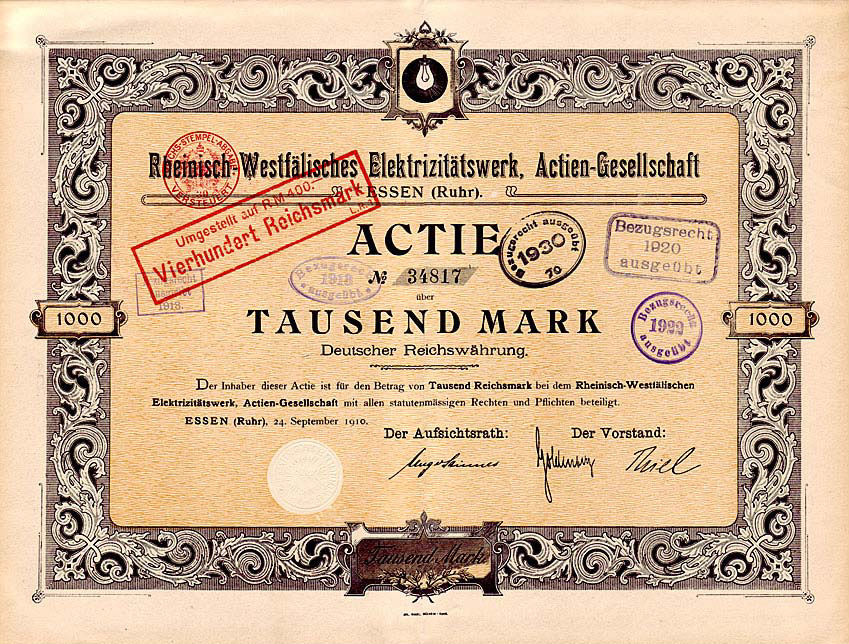
Акция Рейнско-вестфальской энергетической компании 1910 года с подписью Гольденберга

В мае 1917 года заболел пневмонией и скоропостижно скончался 30 мая, пролежав в больнице в течение лишь пяти дней. По предложению Стиннеса последняя из построенных Гольденбергом электростанций в Хюрте была названа его именем.